# Флаг Гибралтара
Флаг Гибралтара основан на изображении герба Гибралтара и представляет собой полотнище белого и красного цветов. Красная полоса, размером вдвое уже белой, располагается внизу; в центре белой полосы располагается изображение красного трёхбашенного замка. Каждая из башен имеет окно и дверь, из центральной двери на красное поле свисает жёлтый ключ. Соотношение сторон — 1 к 2.
Красная полоса флага Гибралтара символизирует революционный дух и стойкость, проявленные гражданами страны во время борьбы за независимость. Белый цвет является традиционным цветом мира, и означает гармонию в государстве.
Золотой ключ, висящий на средней башне, обозначает стратегическую позицию, которую занимает Гибралтар у входа в Средиземное море. Замок обозначает крепость Гибралтар.

## История
Флаг в нынешнем виде принят 8 ноября 1982 года. Изображение на флаге идентично изображению на гербе Гибралтара, и, в отличие от других колоний Великобритании, в настоящее время не содержит изображения британского флага. Герб же Гибралтара был дарован городу испанской королевой Изабеллой Кастильской 10 июля 1502 года, и с тех пор в основе своей не менялся. Замок на флаге не изображает какое-либо реальное здание, а скорее символизирует Гибралтарскую скалу в целом, изображая её в аллегорической форме как ключ к Средиземноморью.
С 1875 по 1982 год в качестве официального флага колонии использовался так называемый «синий флаг» — синее полотнище с «Юнион Джеком» в крыже и гербом Гибралтара (до 1921 года в белом круге). В настоящее время схожий флаг (в котором герб нанесён непосредственно на синее поле) используется на судах, принадлежащих правительству Гибралтара. Гражданские суда, зарегистрированные в Гибралтаре, несут флаг, основанный на так называемом «красном флаге», и представляющий собой красное полотнище с флагом Великобритании в крыже и гербом Гибралтара. Этот флаг был принят 19 марта 1996 года. Флагом губернатора Гибралтара является флаг Великобритании с гибралтарским гербом в центре.

## Использование
Флаг используется на территории Гибралтара, зачастую совместно с флагом Великобритании. Так, в частности, флаг развевается на границе с Испанией, на вершине Гибралтарской скалы и на правительственных зданиях колонии. Помимо этого, флаг используется в качестве символа гибралтарского национализма, а также вообще в качестве символа гибралтарцев.
Интересно, что схожий флаг используется в качестве флага испанского муниципалитета Сан-Роке, основанного выходцами из Гибралтара, эмигрировавшими после взятия города англичанами в 1706 году.

## Галерея

Флаг, использовавшийся с 1875 по 1921 год.
Флаг британского губернатора Гибралтара.
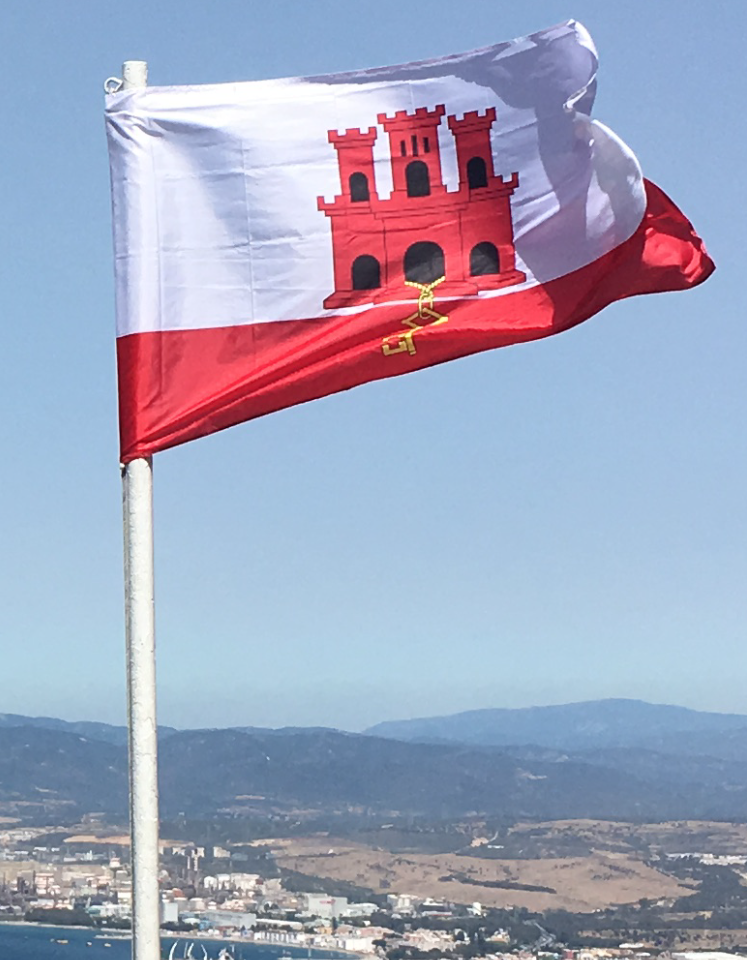
Флаг Гибралтара на вершине Гибралтарской скалы.